# Pay Attention
Pay Attention è il sesto album in studio del gruppo musicale statunitense The Mighty Mighty Bosstones,  pubblicato il 2 maggio 2000 dalla Island Records.
Il video di So Sad to Say è stato presentato in anteprima su 120 Minutes di MTV il 25 aprile 2000. A marzo e aprile 2001, la band ha tenuto diversi spettacoli in alcune città degli Stati Uniti come parte di un club tour di più giorni.

## Tracce
Testi e musiche di Dicky Barrett e Joe Gittleman, eccetto dove indicato.
1. Let Me Be – 3:52
2. The Skeleton Song – 3:01
3. All Things Considered – 4:01 (Dicky Barrett, Nate Albert)
4. So Sad to Say – 3:10
5. Allow Them – 3:57
6. High School Dance – 2:52
7. Over the Eggshells – 2:59
8. She Just Happened – 2:53
9. Finally – 3:47
10. I Know More – 3:08
11. Riot on Broad Street – 3:13
12. One Million Reasons – 3:01 (Dicky Barrett, Joe Gittleman, Dennis Brockenborough)
13. Bad News and Bad Breaks – 3:33
14. Temporary Trip – 2:27
15. Where You Come From – 2:46 (Dicky Barrett, Nate Albert)
16. The Day He Didn't Die – 3:24 (Dicky Barrett, Nate Albert)

## Classifiche
| Classifica (2000) | Posizione massima |
| ----------------- | ----------------- |
| Stati Uniti       | 74                |